# Tears on Tape
| Críticas profissionais | Críticas profissionais |
| Avaliações da crítica  | Avaliações da crítica  |
| Fonte                  | Avaliação              |
| ---------------------- | ---------------------- |
| AllMusic               | [ 1 ]                  |
| The Guardian           | [ 2 ]                  |

Tears on Tape é o oitavo álbum de estúdio da banda finlandesa HIM, lançado em 2013. Thom Jurek da AllMusic deu uma nota de 2,5/5 e disse que o álbum "prova que H.I.M. se move para frente e para trás, mas permanece principalmente em um só lugar."

## Faixas
Todas as faixas por Ville Valo.
| N.º | Título                     | Duração |  |
| 1.  | "Unleash the Red"          | 1:07    |  |
| 2.  | "All Lips Go Blue"         | 3:49    |  |
| 3.  | "Love Without Tears"       | 3:37    |  |
| 4.  | "I Will Be the End of You" | 3:33    |  |
| 5.  | "Tears on Tape"            | 3:21    |  |
| 6.  | "Into The Night"           | 3:36    |  |
| 7.  | "Hearts at War"            | 3:46    |  |
| 8.  | "Trapped in Autumn"        | 1:33    |  |
| 9.  | "No Love"                  | 3:30    |  |
| 10. | "Drawn & Quartered"        | 5:13    |  |
| 11. | "Lucifer's Chorale"        | 1:18    |  |
| 12. | "W.L.S.T.D."               | 4:12    |  |
| 13. | "Kiss the Void"            | 2:21    |  |

## Créditos
- Ville Valo - Vocal, guitarra acústica
- Mika Karppinen - Bateria, percussão
- Mikko Lindström - Guitarra elétrica
- Mikko Paananen - Baixo, vocal de apoio
- Janne Puurtinen - Teclados, vocal de apoio